# Leiobunum longipes
Leiobunum longipes is een hooiwagen uit de familie Sclerosomatidae.